# Gregory Gibson (lutte)
Gregory Gibson (né le 20 novembre 1953) est un lutteur américain spécialiste de la lutte gréco-romaine. Aux Jeux olympiques d'été de 1984, il combat dans la catégorie des poids lourds (90-100 kg) et remporte la médaille d'argent.

## Palmarès

### Jeux olympiques
- Jeux olympiques de 1984 à Los Angeles,  États-Unis
  -  Médaille d'argent